# مكسيموس
```
مكسيموس
 هو بطريرك الإسكندرية 
وبابا الكنيسة القبطية الأرثوذكسية الخامس عشر
. ولد بمدينة 
الإسكندرية
 من أبوين مسيحيين فعلماه وهذباه بالتعاليم المسيحية.
[
1
]
```

رسمه البابا ياراكلاس شماسًا على كنيسة الإسكندرية، ثم رسمه البابا ديونيسيوس قسًا. وبعد نياحة البابا ديونيسيوس اتفق الشعب كله على تزكيته بطريركًا فرعى الرعية المسيحية أحسن رعاية. ظل مجاهدًا وحارسًا لرعيته، ومثبتًا لها بالعظات مدة سبع عشرة سنة وخمسة أيام، وتنيَّح بسلام في الرابع عشر من شهر برموده الموافق 9 أبريل 282م.